# Vransko jezero (Dalmacja)
Vransko jezero – jezioro w Chorwacji, w Dalmacji.

## Opis
Jest położone w północnej części Dalmacji, koło miasta Pakoštane w żupanii zadarskiej. Jego wody wypełniają kryptodepresję. Jezioro zajmuje powierzchnię 30,7 km². Jego wymiary to 13,6 × 3,5 km, a maksymalna głębokość to 3,9 m. Z Morzem Adriatyckim połączone jest kanałem Prosika, który uchodzi do Zatoki Pirovackiej.
Wody jeziora są słonawe. Żyją w nich następujące gatunki ryb: sum pospolity, karp, węgorz europejski, barwena i wzdręga. Jezioro jest objęte ochroną ekologiczną, w tym ornitologiczną (od 1983 roku). Występuje tu 241 gatunków ptaków.